# Nancy Wexler

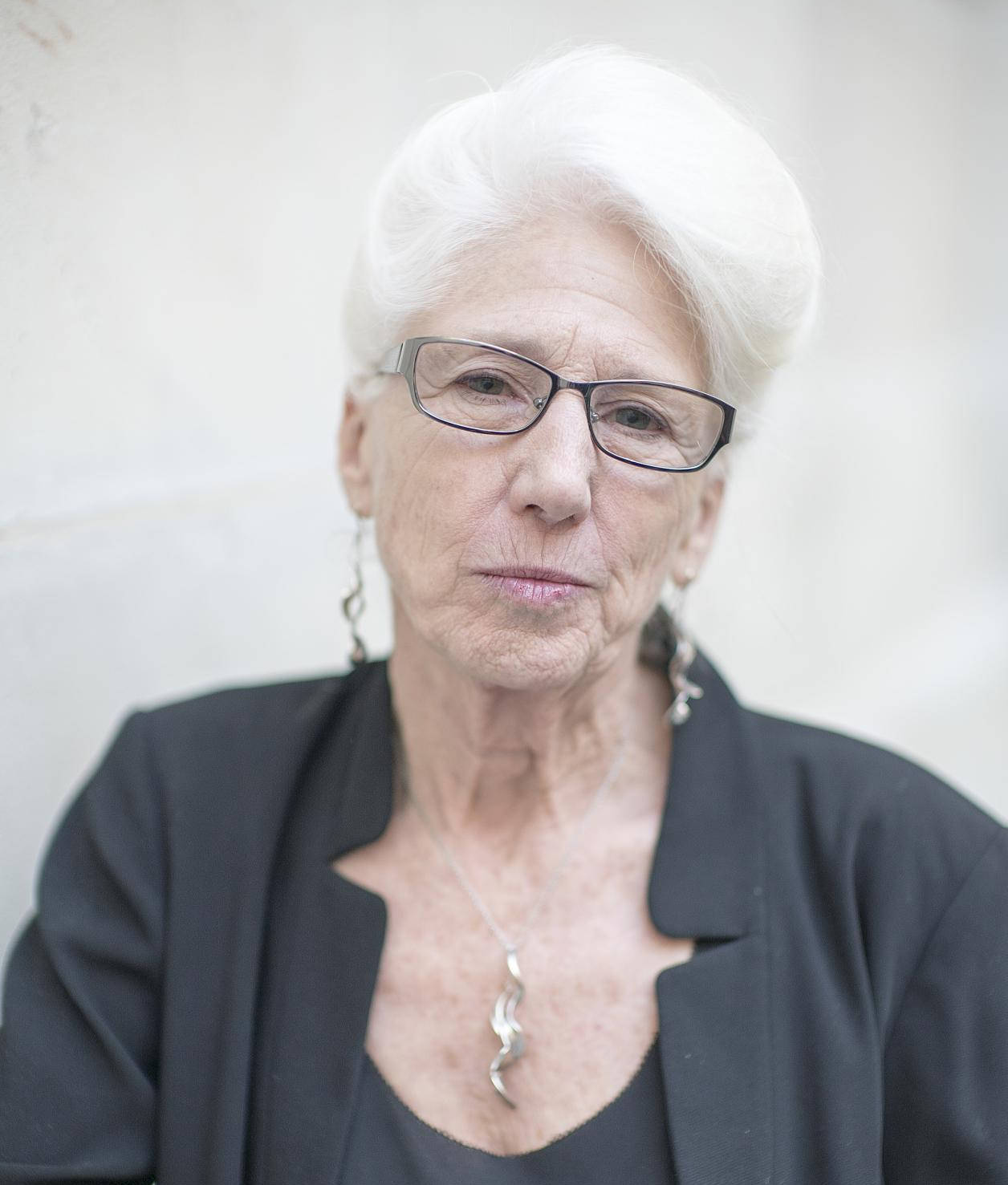
Nancy Wexler

Nancy Sabin Wexler (* 19. Juni 1945 in Washington, D.C.) ist eine US-amerikanische Psychologin, bekannt für ihre Beiträge zur Erforschung und zum Umgang mit der Erbkrankheit Chorea Huntington.

## Familie
Sie ist die Tochter des Psychoanalytikers (mit einer Praxis in Los Angeles) und Psychologen Milton Wexler (1908–2007) und der Biologin Leonore Sabin (1913–1978). In der Familie ihrer Mutter waren neben ihrer Mutter selbst mehrere Mitglieder an der Erbkrankheit Chorea Huntington (HD, Huntington's Disease) erkrankt, darunter auch ihr Großvater mütterlicherseits und ihre Mutter, bei der 1968 die Symptome auftraten.

## Ausbildung
Wexler studierte Englisch und Sozialwissenschaften am Radcliffe College mit dem Abschluss 1967, war 1967/68 an der University of the West Indies in Jamaika und 1968 mit einem Fulbright-Stipendium am Hampstead Clinic Child Psychoanalytic Training Institute in London. Ab 1968 studierte sie Psychologie an der University of Michigan, an der sie 1974 in klinischer Psychologie promoviert wurde. Ihre Dissertation war über die psychologischen Auswirkungen einer positiven Diagnose auf HD.

## Karriere
Ihr Vater hatte nach den HD-Fällen in der Familie seiner Frau (und bei seiner Frau selbst) 1968 eine Gesellschaft für die Förderung der Forschung von Erbkrankheiten gegründet (Hereditary Disease Foundation, HDF), in der auch Nancy Wexler und ihre Schwester Alice von Anfang an mitarbeiteten. Milton Wexler verfolgte dabei einen neuartigen Zugang, indem er informelle Forschungs-Workshops von Wissenschaftlern organisierte, in denen in intensiven Diskussionen neue Forschungsansätze gesucht wurden. Nancy Wexler erhielt dadurch Kontakt zu vielen Wissenschaftlern und bildete sich dabei fort, beispielsweise in Genetik. Sie selbst hatte an der Universität nur den Biologie-Grundkurs besucht.
Nachdem vom US-Kongress Mitte der 1970er Jahre Gelder zur Erforschung der Krankheit bewilligt worden waren, wurde sie Vorsitzende der Kommission zur Erforschung von HD (als Administrator am National Institute of Neurology der National Institutes of Health von 1978 bis 1983) und reiste mit Kollegen nach Venezuela, wo in Dörfern am Maracaibo-See besonders viele Fälle von HD auftreten. Ab 1981 nahmen sie Blutproben von Betroffenen und konnten in der Gruppe von James F. Gusella (Massachusetts General Hospital) 1983 einen DNA-Marker (Restriktionsfragmentlängenpolymorphismus) für die Erbkrankheit auf Chromosom 4 identifizieren.  Daraufhin konnte ein Test entwickelt werden, der ab 1986 zur Verfügung stand. Das Gen wurde 1993 an der Spitze von Chromosom 4 lokalisiert, das Gen geclont und die Natur der genetischen Veränderung aufgeklärt werden. Das normale Gen kodiert für ein Protein mit einer Kette von höchstens 34 Glutamin-Bausteinen, das defekte für 37 und mehr Glutaminbausteine. Da es keine grundlegende Therapie gibt und die Krankheit fast immer tödlich endet, legte Wexler von Anfang an Wert auf intensive psychologische Betreuung bei den Tests.
Wexler übernahm 1983 die Leitung der Hereditary Disease Foundation von ihrem Vater und war deren Präsidentin. Sie wurde 1974 Assistant Professor für Psychologie an der New School of Social Research in New York und hatte eine private Praxis. Sie ist seit 1992 Professorin für Neuropsychologie an der Columbia University (später Higgins Professor).
Ihre Schwester Alice Wexler, eine Historikerin, veröffentlichte 1996 ein Buch über die Huntington-Fälle in ihrer Familie und die Erforschung der Ursachen der Krankheit.
Die HDF ist eine von zwei in Privatinitiative gegründeten Organisationen, die sich der Erforschung von HD widmeten. Die andere ist die 1967 von Marjorie Guthrie, der Witwe des an HD verstorbenen Woody Guthrie, gegründete Huntington's Disease Society of America (HDSA), und sie sorgte auch für die Gründung weiterer Gruppen in anderen Ländern, was 1978 zur Gründung der International Huntington's Association (IHA) führte. Die HDF und die HDSA wurden durch großzügige Spenden unterstützt, so gelang es Dennis Shea 1989 auf einem Wohltätigkeits-Dinner in New York 1 Million Dollar für beide Organisationen zu sammeln. Nach der Identifizierung der Ursache der Erkrankung gründete Nancy Wexler die Cure HD Initiative der HDF, Barbara Boyle gründete eine entsprechende Initiative der HDSA.

## Auszeichnungen
2007 erhielt sie die Benjamin Franklin-Medaille in Biologie, 1993 den Lasker-Bloomberg Public Service Award und sie erhielt 1987 den Pasarow Award. 1990 erhielt sie den Preis des venezolanischen Präsidenten. Sie ist Ehrendoktorin des New York Medical College, der University of Michigan, des Bard College und der Yale University. Sie hatte viele Ehrenämter inne, zum Beispiel stand sie der Human Genome Organization (HUGO) vor und stand dessen Komitee für Ethik-, Rechts- und soziale Fragen vor. Sie ist Mitglied der American Association for the Advancement of Science und der American Academy of Arts and Sciences  (2005) und des Institute of Medicine der National Academies und in deren Rat. Sie ist Fellow des Royal College of Physicians und Honorary Fellow der New York Academy of Sciences.

## Schriften
- mit J. F. Gusella u. a.: A Polymorphic DNA Marker Genetically Linked to Huntington's Disease, Nature, Band 306, 1983, S. 234–238
- The Huntington's Disease Collaborative Research Group: A Novel Gene Containing a Trinucleotide Repeat That is Expanded and Unstable on Huntington's Disease Chromosomes, Cell, Band 72, 1993, S. 971–983
- mit Judith Lorimer, Julie Porter, Fidela Gomez, Carol Moskowitz, Edith Shackell, Karen Marder, Graciela Penchaszadeh, Simone A. Roberts, Javier Gayan, Denise Brocklebank, Stacey S. Cherny, Lon R. Cardon et al.: Venezuelan kindreds reveal that genetic and environmental factors modulate Huntington's disease age of onset, Proc. Natl. Acad. Sci., Band 101, 2004, S. 3498–3503
- mit J. M. Andresen u. a.: The relationship between CAG repeat length and age of onset differs for Huntington's disease patients with juvenile onset or adult onset, Ann. of Hum. Gen., Band 71,  2006, S. 295–301
- mit J. Gayán u. a.: Genomewide linkage scan reveals novel loci modifying age of onset of Huntington's disease in the Venezuelan HD kindreds, Genet. Epidemiol., Band 32,  2008, S. 445–453